# 흑로
흑로는 사다새목 백로과의 한 종으로, 한국에서는 텃새이다. 몸은 짙은 회색이며, 머리에 짧은 댕기깃 여러개가 있다. 또, 몸이 흰색인 흑로도 있다. 한국에서는 남부의 섬 등에서 서식한다.